# AEROS–A
AEROS–A német tudományos műhold, ionoszféra kutató űreszköz.

## Küldetés
Pályasíkja mentén a magas légkör kutatása, a kémiai összetétel és az elektronsűrűség meghatározása.

## Jellemzői
Készítette a Deutsche Forschungs- und Versuchsanstalt für Luft- und Raumfahrt (DFVLR), üzemeltette a DFVLR.
Megnevezései: Aeros–1; Aeros–1 (Aeronomy Satellite); German Research Satellite (GRS-B) kódszáma SSC 6315; COSPAR: 1972-100A. Tartalék műhold AEROS–B.
1972. december 16-án a Vandenberg légitámaszpontról egy Scout D–1–F  (S181C) négyfokozatú hordozórakéta SLC–5 (LC–Launch Complex) jelű indítóállványról juttatta magas Föld körüli pályára (HEO = High-Earth Orbit). Az orbitális egység pályája 95,5 perces, 96,9 fokos hajlásszögű, elliptikus pálya perigeuma 224 kilométer, az apogeuma 859 kilométer volt. Tömege 127 kilogramm.
Centrifugálisan stabilizált, a Nap felé orientált űreszköz. Műszerei biztosították a tudományos program végrehajtását (kozmikus sugárzás vizsgálatát: elektronok, ionok, semleges részecskék; a napenergia ultraibolya fluxusának mérését). Formája hengeres, átmérője 91,4, magassága 71 centiméter. Gázfúvókéinak segítségével pályakorrekciók végzésére alkalmas. Négy német és kettő amerikai berendezést tartalmazott. A mérési eredmények térbeli felbontásán sokat javítottak. Az űreszköz felületét napelemek borították, éjszakai (földárnyék) energia ellátását ezüst-cink akkumulátorok biztosították.
1973. augusztus 22-én 249 nap (0.68 év) után belépett a légkörbe és megsemmisült.